# Lasiopodomys raddei
Lasiopodomys raddei és una espècie de mamífer rosegador de la família dels cricètids. Pertany a Stenocranius, un subgènere de Lasiopodomys que de vegades és classificat com a gènere a part. Viu al nord-est de Mongòlia i el sud del krai de Zabaikàlie (Rússia). Té una llargada de cap a gropa de 95-130 mm, la cua de 21-37 mm, les orelles de 6-12 mm i les potes posteriors de 15-18 mm. Pesa 24-54 g. Anteriorment era considerat una subespècie de L. gregalis. Fou anomenat en honor del botànic alemany Gustav Radde.